# Константин Великий и христианство

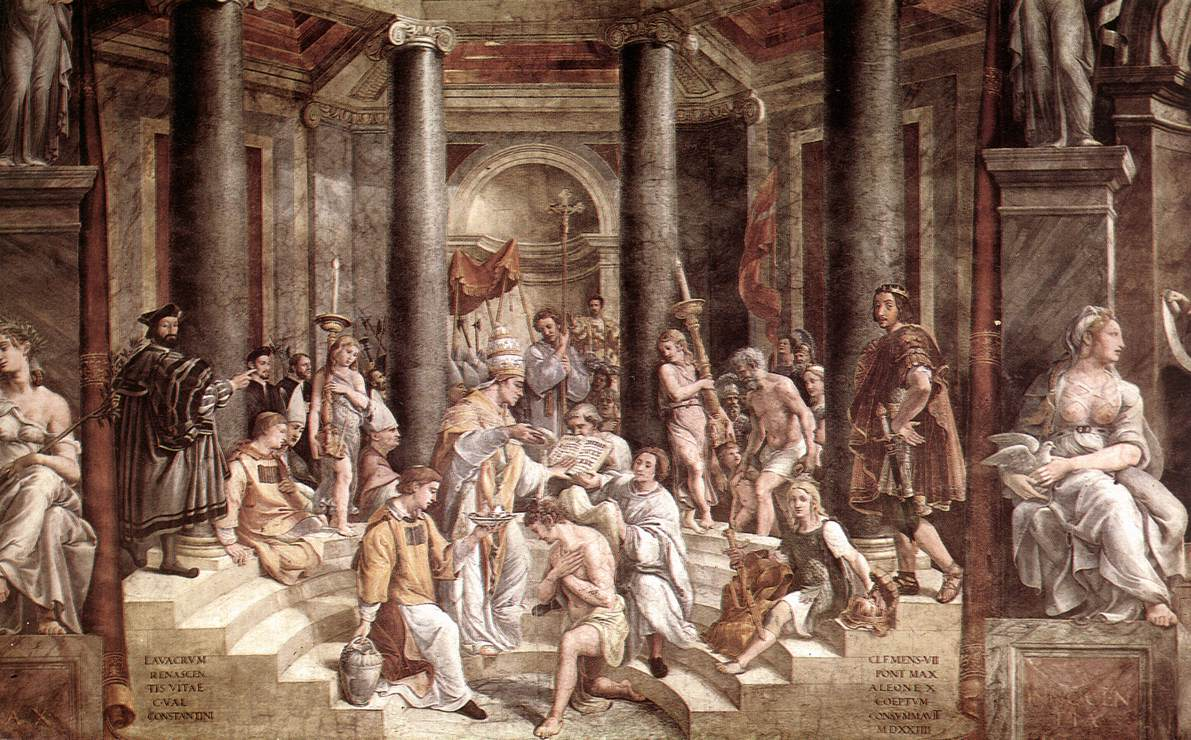
Рафаэль. Крещение Константина. Изображен Сильвестр I вместо арианского епископа Евсевия Никомедийского, крестителя Константина по другой версии.

В правление римского императора Константина Великого (306—337) христианство начало переходить к статусу господствующей религии Римской империи. Историкам остаются непонятными причины, которые склонили Константина на сторону христианства, богословы и историки спорят о том, к какому учению раннего христианства он принадлежал. Нет единого мнения среди учёных относительно того, приняла ли христианство его мать Елена в своей юности, или, как утверждал Евсевий Кесарийский, Константин побудил её обратиться в веру, которую он принял сам.
Константин правил Римской Империей как единственный император в течение большей части своего правления. Некоторые учёные утверждают, что его главная цель состояла в том, чтобы получить единодушное одобрение и подчинение его власти от всех классов, и поэтому он выбрал христианство, чтобы вести политическую пропаганду, полагая, что это была наиболее подходящая религия, которая могла соответствовать имперскому культу (см. Непобедимое Солнце). Несмотря на это, при династии Константина христианство распространилось по всей империи, положив начало эпохе государственной Церкви Римской Империи. Вопрос о том, искренне ли Константин принял христианство или остался верен язычеству, до сих пор остаётся предметом споров среди историков. Его официальное обращение в 312 году почти повсеместно признано историками, есть также оспариваемое утверждение, что он был крещен только на смертном одре арианским епископом Евсевием Никомидийским в 337 году; истинные причины этого остаются неизвестными и также обсуждаются. По мнению Ханса Польсандера, почётного профессора истории Нью-Йоркского университета в Олбани, обращение Константина было всего лишь ещё одним инструментом реальной политики в его руках, призванным служить его политическим интересам в сохранении империи под его контролем: «Преобладающим духом правительства Константина было консерваторство. Его обращение в христианство и поддержка христианства произвели меньше нововведений, чем можно было ожидать; на самом деле они служили совершенно консервативной цели — сохранению и продолжению империи».
Решение Константина прекратить гонения на христиан в Римской Империи было поворотным моментом для раннего христианства, иногда называемым «триумфом Церкви», «миром церкви» или «константиновским сдвигом». В 313 году Константин и Лициний издали Миланский эдикт, декриминализирующий христианское богослужение. Император стал великим покровителем Церкви и создал прецедент для положения христианского императора в церкви и способствовал появлению понятий ортодоксия, христианский мир, вселенский собор и государственная церковь Римской Империи, объявленные эдиктом в 380 году. Он почитается как святой в лике равноапостольного в православной церкви, древневосточных православных церквях и различных восточных католических церквях, где он рассматривается как пример «христианского монарха».

## До Константина
Первое официальное преследование христиан от имени Римской Империи было зафиксировано в 64 г. н. э., когда, как сообщает римский историк Тацит, император Нерон попытался обвинить христиан в Великом пожаре Рима. Согласно церковному преданию, именно во время правления Нерона апостолы Пётр и Павел были замучены в Риме. Однако современные историки спорят, проводило ли римское правительство различие между христианами и евреями до модификации Нервой Fiscus Judaicus в 96 году, с этого момента практикующие евреи платили налог, а христиане — нет.
В дальнейшем христиане страдали от спорадических и локальных преследований в течение двух с половиной столетий. Их отказ участвовать в культе императора рассматривался как акт измены и, таким образом, карался смертной казнью. Наиболее широкое официальное преследование осуществлял Диоклетиан. Во время Великого гонения (303—311) император приказал снести христианские здания и дома христиан, собрать и сжечь их священные книги. Христиан арестовывали, пытали, калечили, сжигали, морили голодом и приговаривали к гладиаторским боям, чтобы развлечь зрителей. Великое гонение официально закончилось в апреле 311 года, когда Галерий, старший император Тетрархии, издал эдикт о веротерпимости, который предоставил христианам право исповедовать свою религию, хотя и не вернул им никакой собственности. Константин, цезарь в Западной империи, и Лициний, цезарь на Востоке, также подписали эдикт о веротерпимости. Высказывались предположения, что отказ Галерия от своей давней политики христианских преследований был приписан одному или обоим соцезарям.

## Обращение
Возможно, что мать Константина, Елена, склонила его к христианству; во всяком случае, он объявил себя христианином только после издания Миланского эдикта. Обращаясь к христианам, Константин ясно дал понять, что, по его мнению, своими успехами он обязан только покровительству этого Высшего Бога.

### Битва у Мульвийского моста
Евсевий Кесарийский и другие христианские источники сообщают, что Константин пережил драматическое событие в 312 году в битве у Мульвийского моста, после чего претендовал на императорство на Западе. Согласно этим источникам, Константин посмотрел на Солнце перед битвой и увидел над ним крест света, а вместе с ним греческие слова «Ἐν Τούτῳ Νίκα» (Этим победишь), часто переводимые в латинском варианте «in hoc signo vinces» (в этом знаке ты победишь), а на церковнославянском «сим победиши». Константин приказал своим войскам, чтобы они украсили свои щиты христианским символом (Хi-Ро), и после этого они победили.
После битвы новый император проигнорировал алтари богам, подготовленные на Капитолии, и не принёс обычные жертвы, чтобы отпраздновать победоносное вступление генерала в Рим, вместо этого направившись прямо в императорский дворец. Однако большинство влиятельных людей в империи, особенно высокопоставленные военные чиновники, не были обращены в христианство и всё ещё участвовали в традиционных религиях Рима; правление Константина показало, по крайней мере, готовность умиротворить эти фракции. На римских монетах, отчеканенных спустя восемь лет после битвы, по прежнему сохранялись изображения римских богов. Памятники, которые он впервые заказал, такие как Арка Константина, не содержали отсылок к христианству.

### Миланский эдикт
В 313 году Константин и Лициний объявили, «что христиане и все остальные должны иметь свободу следовать тому образу религии, который каждому из них кажется наилучшим», тем самым даруя терпимость ко всем религиям, включая христианство. Миланский эдикт пошёл ещё дальше, чем предыдущий эдикт о веротерпимости Галерия в 311 году, вернув конфискованное церковное имущество. Этот эдикт сделал империю официально нейтральной в отношении религиозного поклонения; он не сделал традиционные религии незаконными и не сделал христианство государственной религией, как это произошло позже с Фессалоникийским эдиктом 380 года. Миланский эдикт, однако, поднял уровень христианства в империи и подтвердил важность религиозных культов для благосостояния государства.

## Покровительство христианам
Воцарение Константина стало поворотным моментом для раннего христианства. После победы Константин взял на себя роль покровителя христианской веры. Он поддерживал Церковь финансово, построил огромное количество базилик, предоставлял привилегии (например, освобождение от некоторых налогов) духовенству, продвигал христиан на высокие посты, возвращал имущество, конфискованное во время Великого гонения Диоклетиана и наделил церковь землей и другими богатствами. Между 324 и 330, Константин построил новую имперскую столицу в Византии на Боспоре — Константинополь. В отличие от «старого» Рима, город начал использовать христианскую архитектуру, содержал храмы в пределах городских стен и не имел ранее существовавших храмов других религий.
Однако при этом Константин потребовал от тех, кто не принял христианство, заплатить за новый город. Христианские летописцы повествуют, что Константину показалось необходимым «научить своих подданных отказываться от своих обрядов … и приучить их презирать свои храмы и изображения, содержащиеся в них». Это привело к закрытию храмов из-за отсутствия поддержки, их богатство перетекало в царские сокровища; Константину не нужно было применять силу для осуществления этого. Только летописец Феофан добавил, что храмы «были уничтожены», но это считалось неправдой современными историками.

### Государственная должность
Константин уважал образованных людей, и его двор состоял из пожилых, уважаемых и почтенных людей. Мужчины из ведущих римских семей, которые отказались принять христианство, были лишены власти, но все ещё получали назначения; даже до конца его жизни две трети его высшего правительства были нехристианами.

### Правовая реформа
Законы Константина укрепляли и отражали его христианские взгляды. Распятие было отменено из соображений христианского благочестия, но было заменено повешением, чтобы продемонстрировать сохранение римского господства. 7 марта 321 года, в воскресенье, Константин издал указ, который постановил, что «в достопочтенный день солнца (первый день недели) все местные судьи и жители, живущие в городах, должны отдыхать и все мастерские должны быть закрыты!» за исключением цели освобождения рабов. Однако не было никаких ограничений на выполнение сельскохозяйственных работ, которые были работой подавляющего большинства населения, по воскресеньям.
Некоторые законы, принятые во время его правления, были даже гуманными в современном смысле, возможно, вдохновленные его христианством: заключённого больше нельзя было держать в полной темноте, его нужно было выпускать на улицу и дневной свет; осужденному разрешалось умереть на арене, но он не мог быть заклеймен на своём «небесно украшенном» лице, так как Бог, как предполагалось, создал человека по своему образу и подобию, но только на ногах. Публичные гладиаторские игры были прекращены в 325 году.

### Раннехристианские Библии
В 331 году Константин поручил Евсевию доставить пятьдесят Библий для Константинопольской Церкви. Афанасий записал около 340 Александрийских писцов, готовивших Библии. Было высказано предположение, что это могло послужить мотивацией для списков канонов и что ватиканский и синайский кодексы являются примерами этих Библий. Вместе с пешиттой и александрийским кодексом это самые ранние дошедшие до нас христианские Библии.

## Христианское императорство

### Догматические вопросы

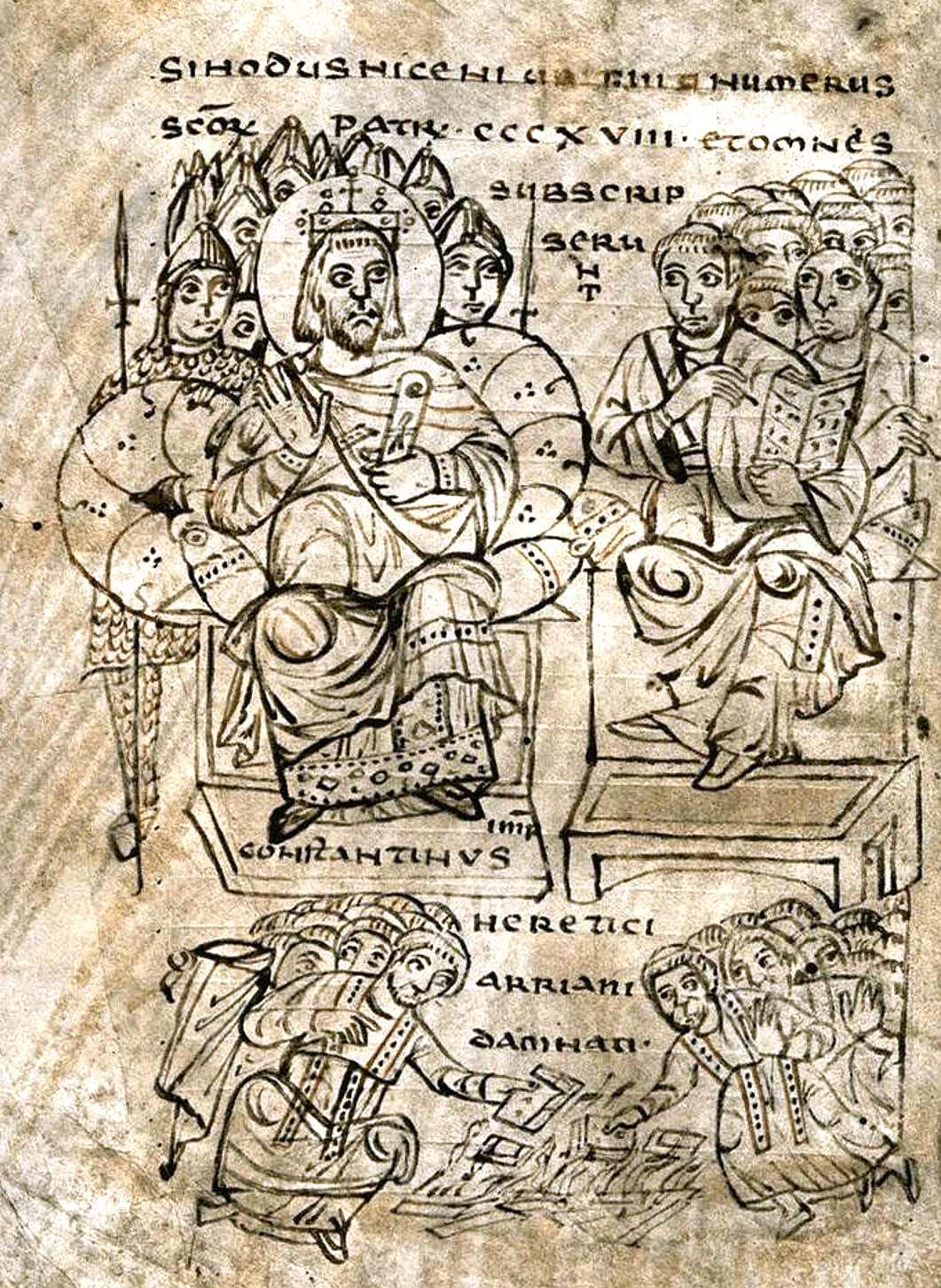
Константин Великий сжигает арианские книги. Иллюстрация из сборника церковного права. ок. 825

Царствование Константина создало прецедент положения христианского императора в церкви. Императоры считали себя ответственными перед богами за духовное здоровье своих подданных, и после Константина они были обязаны помогать Церкви определять православие и поддерживать православие. Церковь обычно рассматривала определение вероучения как ответственность епископов; роль императора состояла в том, чтобы проводить вероучение в жизнь, искоренять ересь и поддерживать церковное единство. Император гарантировал, что Богу должным образом поклонялись в его империи. Церковь же определяла в чём состояло истинное богослужение (православие), доктрины и догматы.
Константин стал поклоняться христианскому Богу, но он обнаружил, что существует много мнений о вере и о том, кем и чем был Бог. В 316 году Константина попросили вынести решение по североафриканскому спору о секте донатистов, которая возникла из-за отказа повиноваться епископам, которые каким-либо образом поддавались гонениям, позже считая всех епископов, кроме их собственных, совершенно осквернившимися. Что ещё более важно, в 325 году он созвал Первый Никейский Собор, который получил статус первого вселенского собора. Никейский Собор — первая крупная попытка христиан определить православие для всей Церкви. До Никеи все предыдущие церковные соборы были местными или региональными синодами, затрагивающими только части Церкви.
Никейский собор имела дело прежде всего с арианскими спорами. Сам Константин разрывался между арианским и тринитарным лагерями. В 328 году из ссылки были возвращены лидеры ариан, епископы Евсевий Никомедийский и Феогн Никейский, а в 330 году осуждён и сослан один из главных противников арианства, епископ Евстафий Антиохийский. По приказу Константина в 335 году был созван собор в городе Тир, на котором Афанасий Великий был осуждён и сослан в Трир. По мнению некоторых современных историков, поражение Афанасия стала результатом не доктринальных разногласий, а его ненадлежащее поведение в Египте. По мнению английского историка Церкви В. Х. К. Френда, в связи со своим значением для будущих взаимоотношений Церкви и государства, Тирский собор может быть поставлен в один ряд с Никейским.
Незадолго до своей смерти в мае 337 года Константин был крещен в христианство. До этого времени он был катехуменом большую часть своей взрослой жизни. Он верил, что если будет ждать крещения на смертном одре, то меньше рискует осквернить свою душу грехом и не попасть на небеса. Он был крещён своим дальним родственником арианским епископом Евсевием Никомидийским. Во время пребывания Евсевия Никомедийского при императорском дворе Восточный двор и главные посты в Восточной церкви занимали ариане или сочувствующие арианам. За исключением короткого периода затмения, Евсевий пользовался полным доверием Константина и Констанция II и был наставником императора Юлиана Отступника. После смерти Константина его сын и преемник Констанций II был Арианином, как и император Валент.

### Подавление других религий
Позиция Константина относительно религий, традиционно практиковавшихся в Риме, развивалась во время его правления. Фактически, чеканка монет и другие официальные мотивы, до 325 года, связывали его с языческим культом непобедимого солнца. Первоначально Константин поощрял строительство новых храмов и терпимо относился к традиционным жертвоприношениям; к концу своего правления он начал отдавать приказы о разграблении и разрушении римских храмов.

### Отношения к персам
За лимесом, к востоку от Евфрата, сасанидские правители Персидской империи, постоянно воевавшие с Римом, обычно терпели христианство. Константин, как говорят, написал Шапуру II в 324 году и призвал его защищать христиан под его властью. С установлением христианства в качестве государственной религии Римской Империи христиане в Персии будут рассматриваться как союзники древнего врага Персии. Согласно анонимному христианскому сообщению, Шапур II писал своим генералам: «Вы арестуете Симона, вождя христиан. Вы будете держать его, пока он не подпишет этот документ и не согласится собрать для нас двойной налог и двойную дань с христиан … ибо у нас, богов, есть все испытания войны, и у них нет ничего, кроме покоя и удовольствия. Они населяют нашу территорию и согласны с Цезарем, нашим врагом».

## Получение Креста
В 326 году Елена (уже в очень преклонном возрасте, хотя и в добром здравии) сделала паломническую поездку в Иерусалим. В поисках реликвий Страстей Христовых она сделала раскопки на Голгофе, где, раскопав пещеру, в которой, по преданию, был похоронен Иисус Христос, нашла Животворящий Крест, четыре гвоздя и Титло INRI. Нахождение ей Креста положило начало празднованию Воздвижения Креста.